# Ministère des Télécommunications et de la Technologie de l'information
Le ministère des Télécommunications et de la Technologie de l'information (arabe : وزارة الإتصالات وتقنية المعلومات) est le département ministériel du gouvernement yéménite.

## Liste des ministres
| Début            | Fin      | Ministre        | Gouvernement                          | |
| ---------------- | -------- | --------------- | ------------------------------------- | --- |
| 17 décembre 2020 | En poste | Najib al-Awj    | Gouvernement Maïn Abdelmalek Saïd (2) | |
| 2014             | 2020     | Lutfi Bashuraif |                                       | Gouvernement Khaled Bahah (1) Gouvernement Khaled Bahah (2) Gouvernement Ahmed ben Dagher Gouvernement Maïn Abdelmalek Saïd (1) |

## Annexe